# Saša Mujović
Saša Mujović (in cirillico: Саша Мујовић?; Cattaro, 12 settembre 1978) è un politico montenegrino.

## Biografia
È nato il 12 settembre 1978 a Cattaro, nell'allora Repubblica Socialista di Montenegro in Jugoslavia. Ha studiato a Podgorica, diplomandosi presso il liceo elettrotecnico Vaso Aligrudić nel 1997 e laureandosi poi nel 2001 presso la Facoltà di Ingegneria elettrica dell'Università del Montenegro con una tesi sulla Distribuzione ottimale dei flussi di potenza; ha proseguito gli studi conseguendo un master nel 2004 sull'Influenza dei computer come consumatori sulla qualità dell'energia elettrica e un dottorato nel 2010 sull'Influenza dei consumatori non lineari a bassa potenza sulla qualità dell'energia elettrica presso il medesimo ateneo.
A partire dal 2002 è professore presso l'Università del Montenegro ed è stato membro del consiglio di amministrazione dell'università dal 2007 al 2009 nonché vicepreside della Facoltà di Ingegneria elettrica dal 2013 al 2019 e poi preside della medesima facoltà dal 2019 al 2023.

### Carriera politica
Il 31 ottobre 2023 il Primo ministro Milojko Spajić lo ha nominato Ministro dell'energia e delle miniere nel suo governo, incarico che ha mantenuto fino all'elezione da parte del consiglio comunale a sindaco di Podgorica il 28 dicembre 2024.